# قضيبية مخاطية لاهوائية نازعة للهالوجين
قضيبية مخاطية لاهوائية نازعة للهالوجين (الاسم العلمي: Anaeromyxobacter dehalogenans) هي نوع من البكتيريا، سلبية الغرام، تتبع جنس قضيبية مخاطية لاهوائية.